# Солнечный минимум

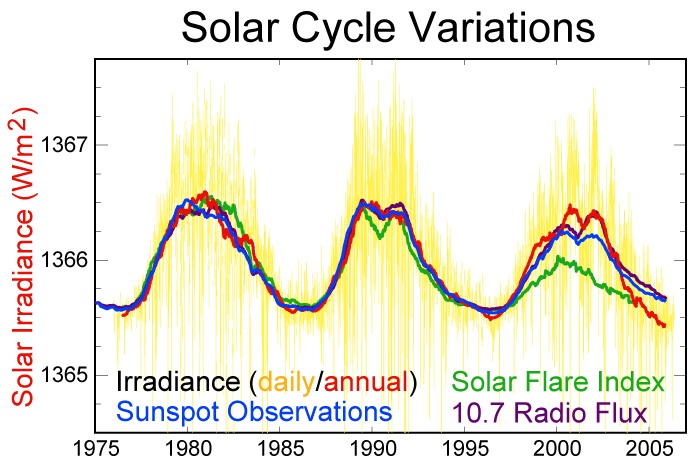
Три недавних солнечных цикла

Солнечный минимум — период низкой солнечной активности в 11-летнем цикле Солнца. В течение этого периода уменьшается активность солнечных вспышек и пятен, часто проявления активности не наблюдаются в течение нескольких суток. Наличие минимума описывается сглаженным средним за 12 месяцев активности, поэтому обнаружение минимума обычно происходит спустя 6 месяцев после того, как он произошёл. Солнечные минимумы обычно коррелируют с изменениями климата; недавние исследования показали, что существует корреляция с погодными режимами в отдельных регионах.
Солнечный минимум обратен по своим свойствам солнечному максимуму, при котором наблюдаются сотни пятен.

## Солнечный минимум и солнечный максимум
Солнечные минимумы и максимумы являются двумя предельными промежутками 11-летнего цикла солнечной активности. В максимуме активности Солнце обладает большим числом пятен, происходят многочисленные вспышки, в окружающее пространство выбрасываются облака газа. На небе Земли наблюдаются полярные сияния; космическим агентствам необходимо следить за солнечными бурями, чтобы уберечь космонавтов. Во время максимумов происходят сбои в электросетях, могут выходить из строя спутники и GPS-приёмники.
В солнечных минимумах количество пятен и вспышек существенно меньше. Иногда проходят дни и недели, в течение которых на поверхности Солнца нет пятен.

## Предсказание солнечных минимумов
Нелинейный характер затрудняет предсказания солнечной активности. Солнечный минимум характеризуется периодом уменьшения солнечной активности, при этом наблюдается очень малое количество пятен. Падение уровня солнечного излучения делает такие периоды пригодными для проведения космических миссий космонавтами. Трое учёных из NASA создали модель для предсказания солнечных циклов (определения минимумов и максимумов) с помощью простой функции с четырьмя параметрами, что привело к возможности определения продолжительности циклов. Исследователи из Национального центра атмосферных исследователей (NCAR) также разработали компьютерную модель динамики Солнца (солнечное динамо) для более точных предсказаний; уверенность в правильности прогноза признана на основе серии тестовых запусков программы, в которых модель воссоздавала параметры последних восьми солнечных циклов, точность оказалась равной 98 %.
Тем не менее, количество солнечных пятен при этом иногда существенно отличалось от наблюдаемого.
В 2008—2009 годах учёные NASA отмечали, что Солнце находится в стадии глубокого минимума: «Солнечные пятна не наблюдались в течение 266 из 366 дней 2008 года (73 %). На основе этих данных некоторые наблюдатели предположили, что солнечный цикл достиг минимума в 2008 году. Подсчёты пятен в 2009 году дали ещё меньшие значения. По состоянию на 14 сентября 2009 года пятен не было 206 дней из прошедших 257 дней года (80 %). Приходится сделать вывод: Солнце находится в очень глубоком минимуме», по словам Дина Песнелла из Центра космических полётов Годдарда. "Сейчас Солнце наиболее спокойно по сравнению с другими моментами столетия, " соглашается специалист по солнечным пятнам Дэвид Хетеуэй из NSSTC.

## Примечательные солнечные минимумы и максимумы
Крупные солнечные минимумы происходят, когда в нескольких солнечных циклах активность оказывается ниже средней за десятилетие или столетие. Солнечные циклы также проявляются на протяжении периодов минимума, но с гораздо меньшей интенсивностью, чем обычно. При исследовании крупных солнечных минимумов было выявлено, что они коррелируют с глобальными и региональными изменениями климата.
| Явление                       | Начало       | Окончание       |
| ----------------------------- | ------------ | --------------- |
| Минимум Гомера                | 950 до н. э. | 800 до н. э.    |
| Римский климатический оптимум | 250 до н. э. | 400 н. э.       |
| Средневековый максимум I      | 950          | 1040            |
| Минимум Оорта                 | 1040         | 1080            |
| Средневековый максимум II     | 1100         | 1250            |
| Минимум Вольфа                | 1280         | 1350            |
| Минимум Шпёрера               | 1450         | 1550            |
| Минимум Маундера              | 1645         | 1715            |
| Минимум Дальтона              | 1790         | 1820            |
| Современный оптимум           | 1914         | 2008            |
| -                             | 2008         | настоящее время |

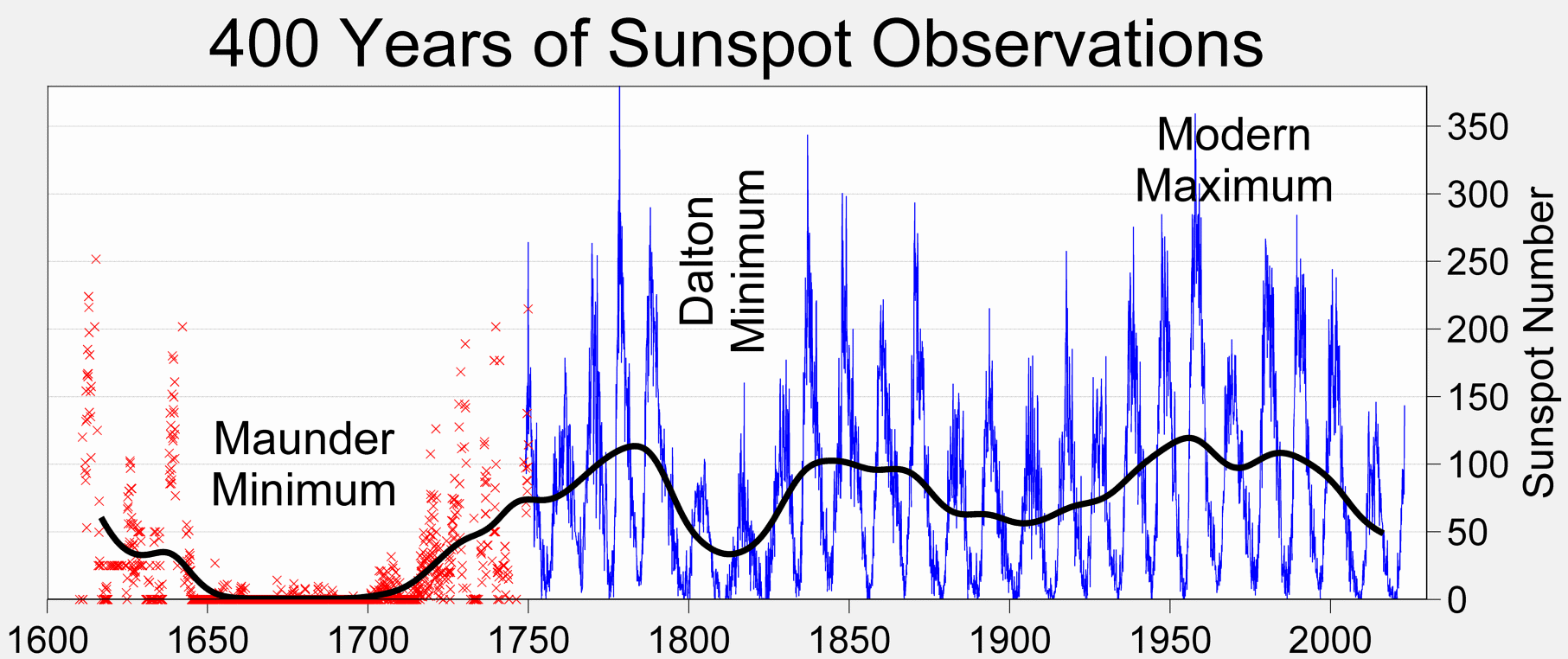
Солнечные пятна за последние 400 лет.

Список исторических крупных минимумов солнечной активности включает также минимумы около 690 н. э., 360 до н. э., 770 до н. э., 1390 до н. э., 2860 до н. э., 3340 до н. э., 3500 до н. э., 3630 до н. э., 3940 до н. э., 4230 до н. э., 4330 до н. э., 5260 до н. э., 5460 до н. э., 5620 до н. э., 5710 до н. э., 5990 до н. э., 6220 до н. э., 6400 до н. э., 7040 до н. э., 7310 до н. э., 7520 до н. э., 8220 до н. э., 9170 до н. э.